# Коянди (Осакаровський район)
Коянди́ (каз. Қоянды) — село у складі Осакаровського району Карагандинської області Казахстану. Входить до складу Сункарського сільського округу.
Населення — 20 осіб (2021; 50 у 2009, 77 у 1999, 120 у 1989).
Національний склад станом на 1989 рік:
- росіяни — 52 %.